# Libertango

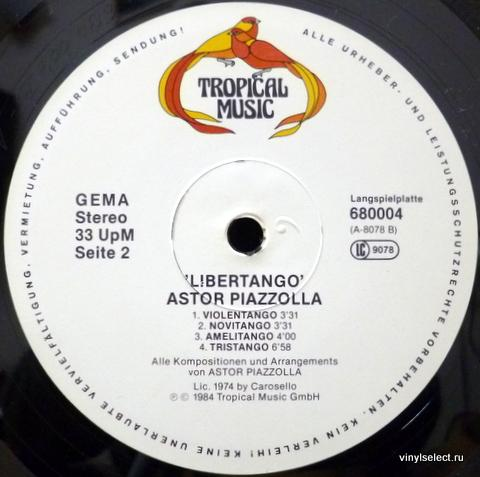
Libertango lançado na versão original pela Tropical Music

Libertango é uma peça musical de tango composta pelo bandoneonista e compositor argentino Ástor Piazzolla, gravada em 1974 em Milão, Itália. O nome desta obra resulta obviamente da fusão das palavras Liberdade e Tango querendo assim mostrar a liberdade compositiva na que se baseava o Tango nuevo, um estilo criado pelo próprio Piazzolla.
É uma das mais conhecidas composições de Piazzolla, sendo que esta é constantemente tocada por diversas orquestras de todo o mundo. Esta composição conta com distintas versões de diferentes artistas. 